# Robert Spencer (4e comte de Sunderland)
Pour les articles homonymes, voir Robert Spencer (homonymie) et Spencer.
Robert Spencer, 4e comte de Sunderland (24 octobre 1701 - 15 septembre 1729) est un pair britannique de la famille Spencer.

## Biographie
Il est le fils de l'homme politique whig Charles Spencer (3e comte de Sunderland) et d'Anne Churchill, la fille de John Churchill (1er duc de Marlborough), et de Sarah Churchill, duchesse de Marlborough. Connu sous le nom de Lord Spencer entre 1702 et 1722, il hérite du comté après la mort de son père en 1722, mais meurt en 1729 sans enfant. Par conséquent, son frère, Charles, devient 5e comte de Sunderland, et par la suite 3e duc de Marlborough après la mort de sa tante, Henrietta Godolphin, 2e duchesse de Marlborough.